# Université Paris-Est-Créteil-Val-de-Marne
Pour les articles homonymes, voir UPEC (homonymie).
 (mai 2023).
L'université Paris-Est-Créteil-Val-de-Marne (selon ses statuts), appelée aussi « Paris-XII » (selon le code de l’éducation), également abrégée par UPEC, est une université française pluridisciplinaire. Elle est implantée en Île-de-France sur trois départements : le Val-de-Marne, la Seine-et-Marne et la Seine-Saint-Denis.
L'UPEC regroupe treize facultés, instituts et écoles, ainsi qu'un observatoire et une école associée. Le principal site de l'université ainsi que son siège se trouvent à Créteil et sont accessibles par la ligne 8 du métro, depuis la station Créteil-Université.
Depuis 2007, l'UPEC est membre fondateur du pôle de recherche et d'enseignement supérieur université Paris-Est qui devient, en 2014, une communauté d'universités et établissements.

## Histoire

### Les débuts de Paris-XII
L'université Paris-XII a été créée par arrêté du 21 mars 1970 après la division de l'université de Paris et la loi Faure.
À ses débuts, l'université était composée, d'une part de la faculté de médecine de Créteil construite en 1969 avec le CHU Henri-Mondor, et d'autre part d'un centre universitaire situé à La Varenne-Saint-Hilaire qui accueillait depuis 1969 des formations de droit et sciences économiques. C'est à partir de 1970 que l'université s'est agrandie avec la construction du centre multidisciplinaire de Créteil. Le Figaro du 2 octobre 1970 titre : « Créteil : rentrée universitaire dans un mois et demi » avec en illustration une photo des bâtiments en construction. Les premiers étudiants en lettres arrivent le 15 novembre 1970. Officiellement, toutefois, les premiers bâtiments universitaires cristoliens du centre multidisciplinaire sont inaugurés le 25 janvier 1971 en présence du recteur d'académie, du préfet, du maire et du président de l'université Paris-12.
En 1972, l'Institut d'urbanisme de Paris rejoint l'université Paris-12.

### La construction des IUT
À partir de 1988, avec les concours du Conseil général de Seine-et-Marne et du Conseil régional, l'université Paris-XII étend ses activités en Seine-et-Marne avec l'ouverture d'un département d'Institut Universitaire de Technologie (IUT) au sein de la ville nouvelle de Sénart. Ce département est ensuite complété par trois autres, toujours à Sénart, et par deux départements à Fontainebleau. L'ensemble a constitué, à partir de 1998, l'IUT de Sénart/Fontainebleau.
Deux départements d'IUT sont également créés en 1995 à Vitry-sur-Seine sur un site du Conseil général du Val-de-Marne. L'IUT de Créteil-Vitry dispose alors de six départements.

### L'extension de l'université
Jusqu'en septembre 2005, le droit était enseigné à l'antenne Paris-Saint-Maur. Il s'agissait d'une composante intégrante de l'université Paris-XII, située à Saint-Maur-des-Fossés, dans le quartier de La Varenne-Saint-Hilaire. Cette composante jouissait déjà d'une très grande réputation. La filière économie gestion quant à elle était dispensée à Saint-Maur-des-Fossés jusque dans les années 1990. De nouveaux locaux ont depuis venus remplacé la vétusté du site de Saint-Maur. L'UFR de Droit est aujourd'hui située à Créteil dans le quartier de l'Échat, sur le campus André Boulle. L'UFR de Sciences économiques et de gestion est désormais située sur le campus du Mail des Mèches, à proximité de la station de métro Créteil-Université.

### De Paris-XII à l'UPEC
Au printemps 2007, l'IUFM de Créteil rejoint l'université Paris-XII.
En juillet 2007, l'université Paris-XII adhère, en tant que membre fondateur le pôle de recherche et d’enseignement supérieur (PRES) : université Paris-Est.
Depuis le 1er janvier 2010, l'université est passée aux responsabilités et compétences élargies (autonomie dans les domaines budgétaires et de gestion des ressources humaines) dans le cadre de la loi relative aux libertés et responsabilités des universités (LRU). Elle prend alors le nom d'usage « Université Paris Est Créteil » (UPEC).
En 2011, l'UPEC ouvre une Maison des langues et des relations internationales sur le site du Mail des Mèches à Créteil ainsi qu'une extension du bâtiment des filières professionnalisées à Sénart.
À la rentrée 2013, l'IUFM devient l'ESPE de l'Académie de Créteil.

### Développements récents
En février 2014, le souhait d'une fusion avec l'université Paris-Est-Marne-la-Vallée (UPEM) est annoncé par leurs présidents aux conseils d'administration des deux établissements. Le projet de création d'une nouvelle université regroupant l'UPEC et l'UPEM, envisagé dès le 1er janvier 2017 par l'équipe de direction sortante, est suspendu en mars 2016 à la suite de l'élection d'Olivier Montagne à la présidence de l'UPEC[source secondaire souhaitée].

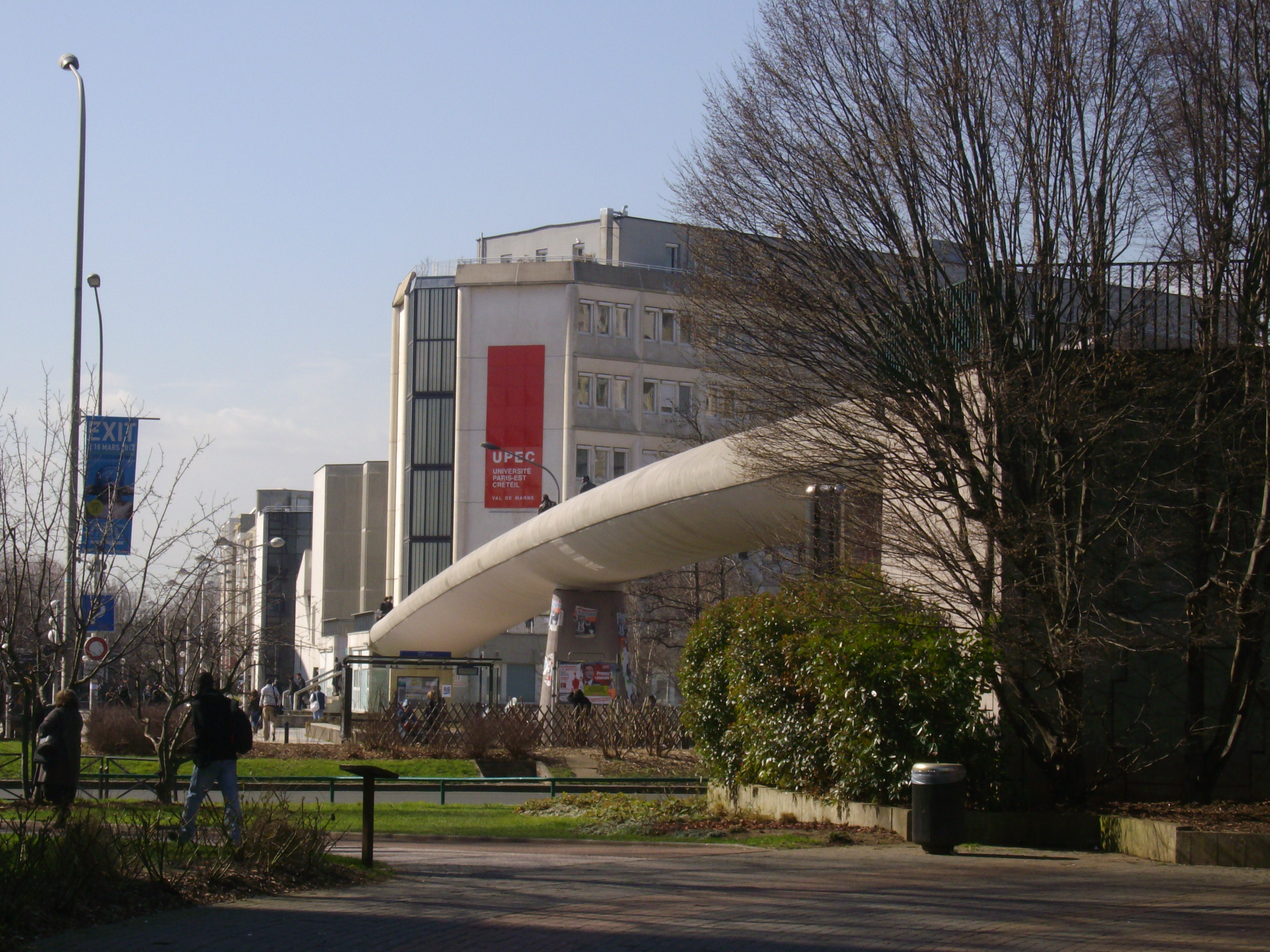
L'université sur le site de Créteil.

La bibliothèque universitaire du campus de Sénart, construite dans le cadre du CPER 2007-2013, est inaugurée en avril 2016. En octobre 2016, l'UPEC ouvre la Maison de l'innovation et de l'entrepreneuriat étudiant (MIEE), à proximité de la station de métro Créteil-Université.
La Maison des sciences de l'environnement, dont les travaux ont débuté en 2015, devrait être livrée à la rentrée 2017[source secondaire souhaitée].
À la suite de la démission du président Olivier Montagne en novembre 2017 pour des raisons de santé[source insuffisante], l’université rencontre des difficultés pour élire un nouveau président : trois séances de conseil d’administration et 12 tours de scrutin infructueux sont organisés entre décembre 2017 et avril 2018. À la suite de la dissolution des instances en avril 2018, provoquée par la démission de 24 administrateurs, des élections permettent de renouveler les représentants des conseils centraux en juin 2018[source secondaire souhaitée]. Jean-Luc Dubois-Randé est élu président de l'UPEC le 7 septembre 2018.
Le plan de relance économique de la France de 2020-2022 prévoit le financement, à hauteur de 20 millions d'euros, d'un nouveau campus à Fontainebleau. Ces locaux accueilleront en 2022 les étudiants de l'Institut d'études politiques de Fontainebleau et de l'IUT de l'UPEC, ainsi qu'un pôle des métiers paramédicaux avec un institut de formation en soins infirmiers et un institut universitaire de kinésithérapie,.

### Présidents
| Portrait                                                                  | Identité                               | Période | Période          | Durée |
| Portrait                                                                  | Identité                               | Début   | Fin              | Durée |
| ------------------------------------------------------------------------- | -------------------------------------- | ------- | ---------------- | ----- |
| Pas de portrait sous licence libre disponible pour Jean-Louis Beaumont.   | Jean-Louis Beaumont, (1925 - 2013)     | 1971    | 1975             | 4 ans |
| Michel Guillou en 2018.                                                   | Michel Guillou (1938 - 2018)           | 1976    | 1982             | 6 ans |
| Pas de portrait sous licence libre disponible pour Monique Lafon-Augé.    | Monique Lafon-Augé (d), (1932 - 2014)  | 1982    | 1984 (démission) | 2 ans |
| Pas de portrait sous licence libre disponible pour Gérard Toupance.       | Gérard Toupance (d)                    | 1984    | 1986             | 2 ans |
| Pas de portrait sous licence libre disponible pour Daniel Laurent.        | Daniel Laurent (d) (1926 - 2013)       | 1986    | 1991             | 5 ans |
| Pas de portrait sous licence libre disponible pour Bernard Dizambourg.    | Bernard Dizambourg (né en 1949)        | 1991    | 1996             | 5 ans |
| Pas de portrait sous licence libre disponible pour Hélène Lamicq.         | Hélène Lamicq (d) (née en 1948)        | 1996    | 2001             | 5 ans |
| Pas de portrait sous licence libre disponible pour Paul Mengal.           | Paul Mengal (d) (né en 1940)           | 2001    | 2006             | 5 ans |
| Simone Bonnafous                                                          | Simone Bonnafous (née en 1955)         | 2006    | 2012             | 6 ans |
| Luc Hittinger, 22 mai 2013.                                               | Luc Hittinger (né en 1954)             | 2012    | 2016             | 4 ans |
| Pas de portrait sous licence libre disponible pour Olivier Montagne.      | Olivier Montagne (d)                   | 2016    | 2017 (démission) | 1 an  |
| Pas de portrait sous licence libre disponible pour Jean-Luc Dubois-Randé. | Jean-Luc Dubois-Randé (d) (né en 1957) | 2018    | En cours         | 7 ans |

## Organisation

### Structures
Conformément au code de l'éducation qui fixe l’organisation légale des universités publiques en France, l'UPEC se compose de plusieurs composantes. On trouve, d'une part les unités de formation et de recherche (UFR), et d'autre part les « instituts et écoles ».
L'établissement se compose actuellement de huit unités de formation et de recherche (UFR), de quatre instituts, de trois écoles et d'un observatoire :
- UFR d'Administration et échanges internationaux, dénommée AEI-International School (AEI-IS),
- UFR de Droit,
- Institut d'études politiques de Fontainebleau (IEP)
- UFR de Lettres, Langues et Sciences Humaines (LLSH),
- UFR de Médecine,
- UFR de Sciences Économiques et de Gestion,
- UFR de Sciences de l'Éducation, Sciences Sociales, Sciences et Techniques des Activités Physiques et Sportives (SESS-STAPS),
- UFR de Sciences et Technologie[Note 1],
- Institut d'urbanisme de Paris (IUP),
- Institut universitaire de technologie de Créteil-Vitry,
- Institut universitaire de technologie de Sénart-Fontainebleau,
- Institut d'administration des entreprises Gustave Eiffel (IAE Gustave Eiffel),
- École publique d'ingénieurs de la santé et du numérique (EPISEN), anciennement dénommée ESIPE-Créteil avant mai 2020,
- Institut national supérieur du professorat et de l'éducation (Inspé),
- École nationale vétérinaire d'Alfort[45] (ENVA),
- Observatoire des sciences de l'univers (OSU-EFLUVE).

#### Direction des Unités de formation et de recherche
Les unités de formation et de recherche sont des composantes de l'université dirigées par des directeurs, appelés communément doyens.
| UFR                                      | Doyen                       | Campus             |
| ---------------------------------------- | --------------------------- | ------------------ |
| Médecine                                 | Pierre Wolkenstein (2018-)  | Henri Mondor       |
| Droit                                    | Laurent Gamet (2021-)       | André Boulle       |
| Littérature Langues et Sciences Humaines | Lucie Gournay               | Créteil-Centre (i) |
| Sciences économiques et gestion          | Emmanuel Polonowski (2017-) | Mèches             |
| Sciences de l'éducation                  | Dominique Argoud (2018-)    | Magellan           |
| Sciences et technologies                 | Yann Bassaglia (2023-)      | Créteil-Centre (p) |
| Administration (AEI)                     | Philippe Frouté (2020-)     | Créteil-Centre (t) |
| IEP de Fontainebleau                     | Yves Palau (2022-)          | Damesne            |

### Campus et implantations

Centre multidisciplinaire de l'université à Créteil.

Le patrimoine immobilier représente 205 467 m2 répartis sur trois départements : Val-de-Marne, Seine-et-Marne et Seine-Saint-Denis. La commune de Créteil rassemble 59 % du bâti.
L'UPEC compte 16 sites : campus de Créteil, campus du Mail des Mèches, campus André Boulle, campus Henri Mondor, campus Saint-Simon, immeuble La Pyramide, campus Duvauchelle, campus de Vitry, campus de Sénart, campus de Fontainebleau, campus de Bonneuil, campus de Torcy, campus de Livry-Gargan, campus de Saint-Denis, cité Descartes, site de l'ENVA.
Répartition des surfaces par département :
- Val-de-Marne : 137 611 m2
- Seine-et-Marne : 39 556 m2
- Seine-Saint-Denis : 28 300 m2

La politique de recentrement sur Créteil a été commencée dans les années 1990. Les années 2000 sont marquées par une importante restructuration des sites de l'Université sur Créteil, avec l'aide de la ville. 

### Identité visuelle

Transition de Paris-XII à l'UPEC.
Identité visuelle de l'UPEC.

## Enseignement et recherche

### Formations et diplômes
- Les diplômes proposés par les composantes sont accessibles :
  - soit en formation initiale traditionnelle ou par la voie de l'apprentissage ;
  - soit en formation continue ;
  - soit par la validation des acquis de l'expérience.
- Nombre de diplômes ouverts :
  - 44 licences, dont 21 licences professionnelles ;
  - 83 mentions de masters ;
  - 90 certificats et diplômes d'université (DU) ;
  - 3 diplômes d'ingénieurs à l'Episen.

### Recherche
La recherche à l'UPEC est structurée en 33 laboratoires de recherche autour de huit grands thèmes.

### Classements
En 2003 paraît le premier classement de Shanghaï, qui se fixe pour objectif de classer les meilleurs établissements d'enseignement supérieur du monde. Très critiqué, le classement de Shanghaï n'avantage pas les institutions d'enseignement supérieur et de recherche françaises, car ses critères favorisent les grandes structures produisant beaucoup de recherche. Or en France, le paysage académique est morcelé entre des grandes écoles de petite taille, des universités fragmentées et spécialisées à la suite des événements de Mai 68 et des organismes de recherche qui, comme leur nom l'indique, concentrent l'essentiel de la recherche française mais ne délivrent pas de diplômes universitaires, et ne sont donc pas éligibles au classement.
Forts de ce constat et dans un contexte de mondialisation de l'enseignement supérieur qui accentue la compétition entre les acteurs, les gouvernements français successifs financent et encouragent une restructuration des institutions avec l'objectif affiché de faire émerger des pôles « d'excellence » ayant une visibilité mondiale.
L'Université Paris-Est Créteil fait ainsi son entrée en 2020 au classement de Shanghaï des universités. De plus, elle se classe entre la 76e et la 100e place mondiale en mathématiques en 2021.

## Vie étudiante
L'UPEC dispose de plusieurs clubs étudiants dans les domaines du sport, de l'humanitaire et du culturel.
Évolution démographique de la population universitaire
| 2000   | 2001   | 2002   | 2003   | 2004   | 2005   | 2006   | 2007   |
| ------ | ------ | ------ | ------ | ------ | ------ | ------ | ------ |
| 23 588 | 24 405 | 25 117 | 25 994 | 26 086 | 25 008 | 24 546 | 24 156 |

| 2008   | 2009   | 2010   | 2011   | 2012   | 2013   | 2014   | 2015   |
| ------ | ------ | ------ | ------ | ------ | ------ | ------ | ------ |
| 27 668 | 28 631 | 26 743 | 26 726 | 21 920 | 21 086 | 27 137 | 20 391 |

| 2016   | 2017   | 2018   | 2019   | 2020   | 2021   | - | - |
| ------ | ------ | ------ | ------ | ------ | ------ | - | - |
| 25 354 | 26 276 | 26 960 | 29 076 | 29 758 | 31 430 | - | - |

Pour des raisons techniques, il est temporairement impossible d'afficher le graphique qui aurait dû être présenté ici.

## Personnalités liées à l'université

### Enseignants

#### Professeurs et maîtres de conférences
- Vincent Ferré, connu en particulier pour ses travaux sur l'œuvre de l'écrivain britannique J. R. R. Tolkien.
- Albert Rigaudière, membre de l'Académie des inscriptions et belles-lettres.
- Jean-Claude Waquet, président de l'École pratique des hautes études depuis 2006.
- Anne Levade, juriste ayant participé aux travaux préparatoires de deux révisions de la Constitution de la Ve République et présidente de l'Association française de droit constitutionnel.
- Isabelle Huault, professeure en sciences de gestion.
- Philippe Stoffel-Munck, agrégé de droit privé.
- Jean-Marie Mayeur, historien spécialiste de l'histoire politique et religieuse de la France pendant la Troisième République.
- Jean-Louis Levet, économiste, haut fonctionnaire et essayiste.
- Jean-Louis Guigou, haut fonctionnaire français, spécialiste de l'aménagement du territoire.
- Bernard Jacotot, médecin et universitaire.
- Emmanuel Combe, vice-président de l'Autorité de la Concurrence.
- Yves Lévy, directeur de l'Inserm de 2014 à 2018

#### Chargés de cours
- Corinne Lepage, avocate et ministre de l'environnement de 1995 à 1997.
- Jean Sarkozy, juriste et fils du président de la République Nicolas Sarkozy.
- Alexander Schnell, philosophe d'origine germano-bulgare.
- Prithwindra Mukherjee, spécialiste de la civilisation et de la philosophie indienne.
- Habib Boularès, homme d'État tunisien.
- Jean-Paul Gourévitch, essayiste.
- Marie-Hélène Baylac, historienne.
- Nathan Allix, fils d'Élisabeth Borne.

### Étudiants
- Laurence Garnier, femme politique française.
- Élisabeth Moreno, femme politique française et ministre délégué chargé de l'Égalité entre les femmes et les hommes, de la Diversité et de l'Égalité des chances sous le gouvernement Castex.
- Bérangère Couillard, secrétaire d'Etat chargée de l'écologie, puis Ministre chargée de l'Égalité entre les femmes et les hommes et de la lutte contre les discriminations sous le gouvernement Borne.
- Raphaël Rossello, banquier d'affaire et économiste.
- Philippe Olivier, député européen.

## Sources, notes et références
- Cet article est partiellement ou en totalité issu de l'article intitulé « Faculté des sciences et technologie de Créteil » (voir la liste des auteurs).

### Note
1. ↑  L'UFR est implantée sur trois sites de l'université : campus de Créteil, de Vitry-sur-Seine et de Sénart-Fontainebleau. La faculté des sciences et technologie a été fondée au début des années 1970[43] par René Buvet, professeur à l'université Paris XII. Depuis sa création, il y a eu 10 doyens (ou directeurs d'UFR). La faculté des sciences et technologie offre un choix de cursus représentant les grands secteurs scientifiques : mathématiques, informatique, physique, sciences pour l'ingénieur, chimie et sciences de la vie et de la Terre[44].